# قطعنامه ۵۱۱ شورای امنیت
قطعنامه ۵۱۱ شورای امنیت سازمان ملل متحد که در تاریخ ۱۸ ژوئن ۱۹۸۲ تصویب شد، سندی بین‌المللی دربارهٔ اسرائیل-لبنان است. این قطعنامه طی نشست ۲۳۷۹ام با ۱۳ موافق، ۰ مخالف و ۲ ممتنع تصویب شد.